# La mano de Fátima (novela)
La mano de Fátima es la segunda obra del escritor y abogado español Ildefonso Falcones. Fue publicada el 10 de junio de 2009 y, rápidamente, se convirtió en un gran éxito ya que en ese mismo día se vendieron en torno a cincuenta mil ejemplares. La historia que cuenta el libro está ambientada en la Granada del siglo XVI, concretamente en los valles y montes de la Alpujarra Granadina. 
La gran presencia que tiene el pueblo de Juviles en la obra, provocó un gran aumento de su popularidad, aspecto que hizo que el ayuntamiento del propio municipio le pusiera el nombre de Calle Ildefonso Falcones a una de sus vías. La mano de Fátima fue galardonada en 2010 con el premio Roma en la categoría Literatura extranjera.

## Argumento
En la poderosa Granada de la segunda mitad del siglo XVI (1568), concretamente en los valles y montes de La Alpujarra, los moriscos hartos de las injusticias y humillaciones a las que estaba siendo sometido su pueblo, se sublevan y se enfrentan a los cristianos. En ese momento se inicia una guerra desigual que acaba con la derrota de los moriscos, los cuales se ven obligados a esconderse por todo el reino de Castilla.
Entre los sublevados se encuentra un joven  morisco de 14 años llamado Hernando. Hernando es hijo de una morisca, Aisha, que fue violada por un  sacerdote, hecho que dio paso a su apodo “el nazareno”. Durante toda su infancia Hernando fue rechazado tanto por su pueblo, debido a su origen bastardo y cristiano, como por los cristianos, que desconfían del él por la cultura y las costumbres en las que había sido criado. Hernando vio la guerra como la oportunidad para demostrar su lealtad ante su pueblo. Durante la insurrección conoce la bestialidad y crueldad de ambos bandos, pero también encuentra el amor de su vida en Fátima, una joven morisca a la que salva de una muerte segura. Al finalizar la guerra con la derrota del bando morisco, Hernando se ve obligado a vivir en Córdoba donde hará frente a numerosas dificultades derivadas de su condición morisca. A partir de este momento Hernando correrá diversos riesgos y empleará todas sus fuerzas para lograr que su cultura y religión recuperen la dignidad y el estatus que se merecen.

## Personajes
- Hernando: Protagonista de la obra, arriero morisco que lucha por devolver la dignidad a su pueblo.
- Fátima: joven morisca de grandes ojos negros, esposa de Hernando.
- Aisha: madre de Hernando y esposa de Brahim.
- Brahim: antagonista de la obra, padrastro de Hernando y esposo de Aisha.
- Hamid: viejo maestro alfaquí, considerado por Hernando el padre que nunca ha tenido.
- Francisco e Inés: hijos de Hernando y Fátima.
- Ubaid: arriero de mulas enemiga de Hernando.
- Abén Humeya: líder de la revuelta morisca de La Alpujarra.